# Roberto de Comines
Roberto de Comines (também Roberto Comine ou Roberto de Comyn; morto em 28 de janeiro de 1069, em Durham) foi muito brevemente o Conde de Nortúmbria.

## Vida
Seu nome sugere que ele veio originalmente de Comines, então no Condado da Flandres, e se tornou um dos seguidores de Guilherme, o Conquistador. Foi enviado para o norte como conde entre 1068 e 1069 após a deposição de Gospatrico. Ele chegou até Durham com seus 700 homens, onde o bispo, Eteluíno, avisou que um exército foi mobilizado contra ele. Ele ignorou o conselho e, em 28 de janeiro de 1069, os rebeldes convergiram para Durham e mataram muitos dos seus homens nas ruas, eventualmente ateando fogo na casa do bispo, onde Roberto estava hospedado. Ele foi consumido no incêndio.
Após este ataque, Eteluíno voltou-se contra os normandos e reuniu um exército em Durham antes de marchar rumo a Iorque, levando ao Massacre do Norte em retaliação pelo exército do rei.

## Descendência
Roberto de Comines era o pai de João de Comines. João de Comines teve descendência:
- João de Comyn, morto durante A Anarquia;
- Guilherme de Comyn, Lorde Chanceler de David I da Escócia;